# Rekowski
Rekowski (Wantoch-Rekowski, Wotoch-Rekowski, Wantoch, Wentoch, Wotoch, Woytoch, Vandoch, Warnia odmienny) – herb szlachecki, według Przemysława Pragerta niesłusznie uznawany za odmianę herbu Warnia.

## Opis herbu
Herb znany był przynajmniej w dziewięciu wariantach. Opisy z wykorzystaniem klasycznych zasad blazonowania:
Rekowski I (Wantoch-Rekowski, Wotoch-Rekowski, Wantoch I, Wentoch, Wotoch, Woytoch, Warnia odmienny): W polu srebrnym rak czerwony w prawo (także w słup). Klejnot: nad hełmem bez korony gwiazda złota. Labry czerwone, podbite srebrem.
Rekowski I a (Wantoch-Rekowski, Wotoch-Rekowski, Wantoch I odmienny, Wentoch, Wotoch, Woytoch, Vandoch, Warnia odmienny): Pole złote, rak w słup, labry o podbiciu złotym.
Rekowski I b (Wantoch-Rekowski, Wotoch-Rekowski, Wantoch I odmienny, Wentoch, Wętoch, Wotoch, Woytoch, Vandoch, Warnia odmienny): Rak w słup, nad nim gwiazda złota. Hełm ukoronowany.
Rekowski I c (Wantoch-Rekowski, Wotoch-Rekowski, Wantoch I odmienny, Wentoch, Wętoch, Wotoch, Vandoch, Woytoch, Warnia odmienny): Hełm w koronie, gwiazda w klejnocie między dwoma skrzydłami orlimi: prawym w pas błękitno-srebrnym, lewym odwrotnie.
Rekowski I d (Wantoch-Rekowski, Wotoch-Rekowski, Wantoch I odmienny, Wentoch, Wętoch, Wotoch, Vandoch, Woytoch, Warnia odmienny): Na tarczy dwudzielnej w pas, w polu górnym, błękitnym, gwiazda złota, w dolnym, srebrnym, rak czerwony w słup. Klejnot: nad hełmem w koronie gwiazda złota między dwoma skrzydłami orlimi w prawo: prawym błękitno-srebrnym, lewym odwrotnie. Całość na płaszczu czerwonym, z podbiciem srebrnym i frędzlami złotymi, zwieszającym się z hełmu. Pod tarczą, na wstędze dewiza pismem gotyckim: Das Leben ein Kampf. (niem: "Życie – walką.")
Rekowski I e (Wantoch-Rekowski, Wotoch-Rekowski, Wantoch I odmienny, Wentoch, Wętoch, Wotoch, Vandoch, Woytoch, Warnia odmienny): Na tarczy dwudzielnej w pas, w polu górnym, błękitnym, gwiazda złota, w dolnym, złotym, rak czerwony w słup. Klejnot: nad hełmem w koronie gwiazda złota między dwoma skrzydłami orlimi błękitnymi. Labry błękitne, podbite złotem.
Rekowski I f (Wantoch-Rekowski, Wotoch-Rekowski, Wantoch I odmienny, Wentoch, Wętoch, Wotoch, Vandoch, Woytoch, Warnia odmienny): Na tarczy dwudzielnej w pas, w polu górnym, błękitnym, gwiazda ośmiopromienna, złota, w dolnym, srebrnym, rak czerwony w słup. Klejnot: nad hełmem w koronie gwiazda złota. Labry z prawej czerwone, podbite srebrem, z lewej błękitne, podbite złotem.
Rekowski I g (Wantoch-Rekowski, Wotoch-Rekowski, Wantoch I odmienny, Wentoch, Wętoch, Wotoch, Vandoch, Woytoch, Warnia odmienny): W polu srebrnym pas błękitny, obarczony trzema gwiazdami złotymi w pas, nad nim order Pour le Mérite błękitny, pod nim rak czerwony w lewo. Klejnot: nad hełmem, w koronie miecz na opak pomiędzy dwoma skrzydłami orlimi w pas srebrno-błękitnymi. Labry powinny być z prawej błękitne, podbite złotem, z lewej czerwone, podbite srebrem.
Rekowski I h (Wantoch-Rekowski, Wotoch-Rekowski, Wantoch I odmienny, Vandoch, Wentoch, Wętoch, Wotoch, Woytoch, Warnia odmienny): Tarcza dzielona w pas, w polu górnym, srebrnym, order Pour le Mérite, błękitny, w polu dolnym, srebrnym, rak czerwony w prawo. Na hełmie sama korona. Labry (lub płaszcz) błękitne, podbite czerwonym.

## Najwcześniejsze wzmianki
Wariant podstawowy znany z szeregu pieczęci: dwóch Wotochów-Rekowskich z 1728, Christiana Wotoch von Rekowskiego z 1788, oraz jego syna, Johanna Leopolda z 1814. Wizerunek ten, razem z rekonstrukcją barw, przytoczył herbarz Ostrowskiego (Księga herbowa rodów polskich, jako Rekowski IVa), znany jest także z prac badacza dziejów rodziny Franza Friedricha Hugo Wilhelma Michaela von Wotocha-Rekowskiego (Versuch einer Geschlachte der aus Landen Bütow und Lauenberg in Pommern stammenden Adelsgeschlechter von Wotoch, von Styp, von Wrycz und von Gynz Rekowski) oraz Mülverstedta (Die Wappen der von Wantoch-, von Gynz-, von Styp-, und von Wrycz-Rekowski). Warianty I a i I c pochodzą od Wotocha-Rekowskiego oraz Mülverstedta (wariant I c pochodzi z drzewa genealogicznego rodziny). Wariant I b opisali ustnie Cramer (Geschichte der Lande Lauenberg und Bütow) i Żernicki (Der ponische Adel, jako Rekowski, Die polnischen Stamwappen, jako Wentoch), zaś na podstawie opisu stworzył rekonstrukcję Ostrowski (jako Rekowski IVa). Wariant I d przytaczany tylko przez Wotocha-Rekowskiego (był to jego herb osobisty, podobnym herbem pieczętował się jego ojciec, Franz Wilhelm Adalbert Michael von Wotoch-Rekowski). Wariant I e został opisany słownie w herbarzu Gotajskim. Przytaczają go też Żernicki (Der polnische Adel), oraz Ostrowski (jako Rekowski IVc, bez klejnotu i z rakiem w prawo), którzy przypisują go ewangelickiej gałęzi rodu. Wariant I f przytaczany jest przez Rekowskiego-Wotocha (był to drugi z herbów, którym pieczętował się jego ojciec oraz jego młodszy brat, Constantin Franz Michael Reginald). Teodor Żychliński (Złota księga szlachty polskiej) przytacza herb niemal identyczny, ale z gwiazdą sześciopromienną, jako herb katolickich Rekowskich z Wielkopolski. Wariant I g, przytoczony przez Wotocha-Rekowskiego, był herbem osobistym Konrada Hermanna Ernsta von Wotoch-Rekowskiego (1822-1856). Wariant I h pochodzi z pieczęci Adama von Wotoch-Rekowskiego, kawalera orderu Pour le Mérite, poległego rzekomo w 1745 lub zmarłego w 1768. Takiego samego herbu używał jego wnuk, Ernst Ferdinand Sylvius (1789–1831), będący w prostej linii przodkiem Franza Wilhelma (wariant I d) i Franza Friedricha (wariant I e).

## Rodzina Rekowskich
Rekowski to jedno z najbardziej znanych nazwisk kaszubskich. Pochodzi od wsi Rekowo. Wieś ta była od początku własnością odrębnych rodzin, które przyjmowały następnie wspólne nazwisko odmiejscowe. Wedle dokumentu z 1638, powołującego się na przywilej z 1528, w Rekowie siedziały rody: Wotoch, Stip, Dorzik, Mrozik oraz Fritz (Fritze, Friz). W XVIII-XIX wieku dzielili się na linie: Wantochów (Wotochów), Stypów, Wryczów (Wrycza) i Gynzów (Günz). Herb Rekowski to najstarszy i główny herb z jakim znana jest linia Wantochów (Wotochów).

### Rodzina Rekowskich-Wotochów
Protoplastą Wotochów miał być żyjący około 1300 roku Andreas Wentoch. Spis właścicieli Rekowa z 1559 (1560) wymienia pośród innych Simona Fantacha (Fantocha), Bartossa Fontacha i Gregera Fontacha (Fantacha). Kolejne spisy pochodzą z lat: 1603 (Andres, Baltazar, Hanss i Michel Vantoch), 1606 (trzech Wantochów), 1607 (Hans, Michael, Balzer, Urban, Fabian und Jakob den Wantoch), 1621 (Jurgen, Hans, Andreas, Lucas den Wantochen), 1658 (Marten, Matthis, Christofer, Matthias Vantochen), 1688 (Martin Ventoch). Od wieku XVII zaczęło się u rodzin siedzących w Rekowie (nie tylko Wotochów) upowszechniać odmiejscowe nazwisko Rekowski. Pierwsza zapiska o Wotochach z tym nazwiskiem pochodzi jednak dopiero z 1751 (Krzysztof Wętoch Rekowski). Kolejne pochodzą z lat: 1756 (Christoph von Wentoch), 1804 (dwóch Wantochów von Rekowskich). Jeden z Wotochów-Rekowskich (Franciszek, zm. ok. 1802) dał początek wielkopolskiej, katolickiej gałęzi Rekowskich (używała wariantu I f z małą odmianą). Spośród jego sześciu synów o jednym wiadomo, że mieszkał dalej na Kaszubach (Michał, ur. 1774, zm. po 1842), zaś inny (Konstanty Wotoch Rekowski) miał dobra w Wielkopolsce (Rudniczysko, Parzynów) oraz w ziemi wieluńskiej (Borzewisko). Konstanty dał początek linii mieszkającej w Królestwie Polskim i Wielkopolsce. Rekowscy licznie służyli w armii pruskiej. Zasłużonym dla rodu wojskowym był Franz Friedrich Hugo Wilhelm Michael von Wotoch-Rekowski (1851–1929), wspomniany wcześniej badacz dziejów rodu, uczestnik wojny francusko-pruskiej 1870–71 w stopniu majora, kawaler wielu orderów. Jego syn, Wilhelm, również prowadził badania nad historią rodu. Rekowscy służyli też w armii polskiej. Wspomniany Konstanty (1782–1837), osiadły w Wielkopolsce, służył natomiast w armii polskiej. Ukończywszy pruską szkołę kadetów podał się do dymisji w 1807 i walczył w piechocie Księstwa Warszawskiego. Jego synowie: Artakserkses Roman (1811–79) i Napoleon Bolesław (1814 lub 1816–1879) brali udział w powstaniu 1830. Syn Napoleona, Konstanty Kazimierz (1846–80), brał udział w powstaniu 1863, następnie zaś zaciągnął się do armii pruskiej. Wotoch-Rekowscy oprócz działów w Rekowie posiadali też w różnych okresach działy w innych wioskach, nie tylko na Pomorzu: Ciemno (1766–1862), Czarna Dąbrowa (od 1736), oraz innych wioskach, gdzie odnotowani byli tylko z nazwiskiem Rekowski i nie da się ustalić ich przynależności do konkretnego rodu. Nazwisko Rekowski, zarówno samodzielnie, jak i w formach Rekowski-Wantoch, Wantoch Rekowski i Wantoch-Rekowski występuje na Pomorzu do dzisiaj.

## Herbowni
Rekowski (Reckowski, Reckowsky, Rekoskie, Rekowsky) z przydomkiem Wotoch (Wantoch, Wentoch, Wętoch, Wotoch, Vandoch, Vantoch, Woytoch).
Herb z rakiem był najwcześniej opisanym herbem Rekowskich. Wariantów ze skrzydłami w klejnocie używały generalnie ewangelickie gałęzie rodziny. W gałęziach tych popularny stał się herb dwudzielny, z gwiazdą w górnym polu i rakiem w dolnym. Podobny herb, ale bez skrzydeł, przyjęła katolicka gałąź z Wielkopolski, chociaż część heraldyków niemieckich i Seweryn Uruski przypisywali im herb Abdank. Normą w heraldyce kaszubskiej było różnicowanie herbów nawet wśród najbliższej rodziny. Odznaczeni orderem Pour le Mérite dodawali go zamiast gwiazdy w górnym polu, niezbyt zresztą poprawnie heraldycznie. Na podstawie analiz herbów kilku pokoleń, niemiecki heraldyk Mülverstedt przyjął hipotezę, że pierwotnym herbem tej rodziny jest motyw pojawiający się często w górnym polu, tj. Gwiazda, zaś rak dodany został wtórnie, jako godło mówiące. Hipotezy tej jednak nie da się zweryfikować.
Dwóch heraldyków, Ledebur i Winckler, przypisało Wotochom-Rekowskim herb nazwany Rekowski II (vel Wotoch, Wantoch II, Księżyc odmienny). Miała go używać gałąź z Czarnej Dąbrowy i z Gostkowa (ci ostatni mieli używać przejściowo nazwiska odmiejscowego Gostkowski).
Dla rodziny tej odnotowano także herb Rekowski III, którym pieczętował się Konstanty Kazimierz Wotoch Rekowski.
Rekowscy z innymi przydomkami używali innych, choć nierzadko zbliżonych herbów. Stypowie herbów Rekowski IV, Rekowski V, Styp II, Wryczowie herbów Wrycza, Rekowski VI, Rekowski VII, Rekowski VIII Gynzowie herbów Rekowski VII, Rekowski IX, Rekowski X i Rekowski XI. Dwie ostatnie rodziny, podobnie jak Wotochowie, używały w herbach motywu raka. Darzynowie powinni używać herbu Dorzyn, Mrozkowie herbu Mroczek.